# Nove pezzi facili
Nove pezzi facili è il nono album del cantautore italiano Claudio Lolli, pubblicato nel 1992.

## Descrizione
Il titolo dell'album si ispira al film Cinque pezzi facili di Bob Rafelson, del 1970; a pagina 7 del libretto interno del CD è ripreso un dialogo tra Bobby (il personaggio interpretato da Jack Nicholson) e Catherine.
L'album contiene nove canzoni, divise in gruppi di tre:
- le tracce 1-3 sono inediti, Verrà la morte e avrà i tuoi occhi in particolare è una poesia di Cesare Pavese musicata da Lolli;
- le tracce 4-6 sono rifacimenti di vecchie canzoni (Incubo numero zero e Da zero e dintorni erano in versione originale su Disoccupate le strade dai sogni del 1977 mentre Io ti racconto era la canzone che apriva Un uomo in crisi. Canzoni di morte. Canzoni di vita del 1973);
- le tracce 7-9 infine sono le versioni originali di Piazza bella piazza e Ho visto anche degli zingari felici (dall'omonimo album del 1976) e di Michel (da Aspettando Godot, l'album di debutto di Lolli del 1972). Ho visto anche degli zingari felici unisce in un'unica traccia le due parti in cui la canzone originale era suddivisa e che rispettivamente aprivano e chiudevano l'album di provenienza.

Le nuove registrazioni sono arrangiate da Diego Michelon; Verrà la morte e avrà i tuoi occhi è arrangiata da Michelon con Bruno Mariani.
L'illustrazione in copertina è di Raffaella Cavalieri, mentre la foto sul retro è di Roberto Serra.

## Tracce
Testi e musiche di Claudio Lolli, eccetto dove indicato.
1. Tien an men – 2:17 (testo: Claudio Lolli, Gianni D'Elia – musica: Diego Michelon)
2. Vite artificiali – 4:56
3. Verrà la morte e avrà i tuoi occhi – 3:48 (testo: Cesare Pavese)
4. Incubo numero zero – 6:44
5. Io ti racconto – 4:46
6. Da zero e dintorni – 4:31
7. Piazza bella piazza – 4:39
8. Michel – 5:23
9. Ho visto anche degli zingari felici – 7:54

## I musicisti
Tracce da 1 a 6
- Claudio Lolli: voce
- Bruno Mariani: chitarra
- Andrea Fornili: chitarra
- Juan Carlos Biondini: chitarra
- Diego Michelon: tastiera
- Stefano Olivato: basso
- Ellade Bandini: batteria
- Antonio Marangolo: sax

Tracce 7 e 9
- Claudio Lolli: voce, chitarra acustica
- Roberto Soldati: chitarra elettrica, chitarra acustica
- Roberto Costa: basso, percussioni
- Adriano Pedini: batteria, percussioni
- Danilo Tomasetta: flauto traverso, sax tenore, sax contralto

Traccia 8
Non sono indicati i musicisti ma solo l'arrangiatore della canzone, Marcello Minerbi, leader dei Los Marcellos Ferial.